# Stanford, Kent
Stanford är en ort och civil parish i grevskapet Kent i sydöstra England. Orten ligger i distriktet Folkestone and Hythe, cirka 10 kilometer nordväst om Folkestone. Tätorten (built-up area) hade 406 invånare vid folkräkningen år 2021.